# 普兰日 (马恩省)
普兰日（法語：Pringy，法語發音：[pʁɛ̃ʒi] ⓘ）是法国马恩省的一个市镇，属于维特里勒弗朗索瓦区。

## 地理
普兰日（48°46'50"N, 4°31'0"E）面积15.34 平方千米，位于法国大東部大區马恩省，该省份为法国东北部内陆省份，北起阿登省，西北接埃纳省，西南接塞纳-马恩省，南至奥布省，东南接上马恩省，东临默兹省。
与普兰日接壤的市镇（或旧市镇、城区）包括：科勒、德鲁伊、福-韦西尼厄勒、香槟地区迈松、松日、苏朗日。

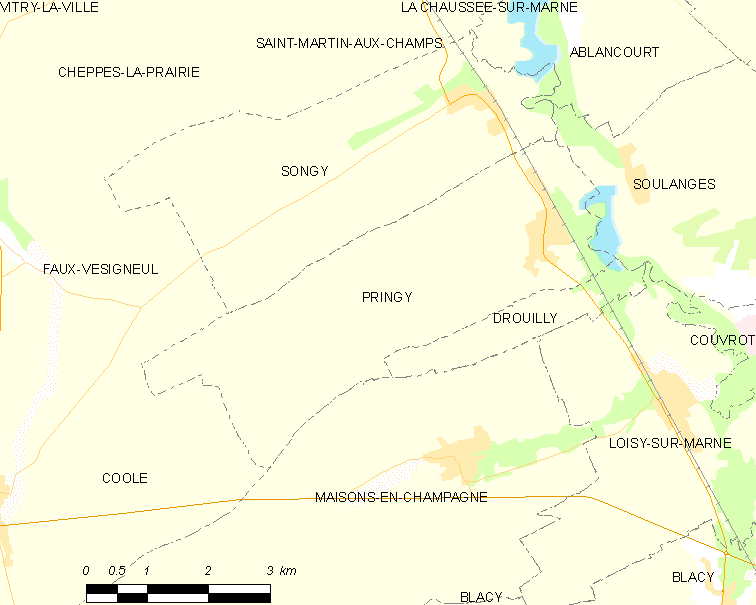
的OSM定位图

普兰日的时区为UTC+01:00、UTC+02:00（夏令时）。

## 行政
普兰日的邮政编码为51300，INSEE市镇编码为51446。

## 政治
普兰日所属的省级选区为维特里勒弗朗索瓦-香槟-代尔县。

## 人口

1962-2008年间人口变化图示

普兰日于2022年1月1日时的人口数量为432人。